# 아카츠키 (건담 시리즈)
아카츠키(영어: Akatsuki, 일본어: アカツキ)는 TV 애니메이션 《기동전사 건담 SEED DESTINY》에 등장하는 모빌 슈트(MS)로 분류되는 가공의 유인 조종식 인간형 로봇 병기이다. 관련 미디어에서는 "아카츠키"라고 호칭되지만, 일부 매체나 프라모델 및 피규어 상품에서는 "아카츠키 건담"이라고 표기되기도 한다.
메카닉 디자인은 오오카와라 쿠니오가 담당하였다.

## 설정 해설
오브 연합 수장국의 전 대표 수장인 우즈미 나라 아스하가 사랑하는 딸인 카가리 유라 아스하에게 물려준 모빌 슈트(MS)이다.

## 같이 보기
- 건담 시리즈의 병기 목록
- 기동전사 건담 SEED DESTINY

## 주해
1. ↑  본 문서에서의 표기는 TV 애니메이션 공식 사이트의 표기에 준해서 한다.